# قضاء المقدادية
قضاء المقدادية هو ثاني أكبر قضاء في محافظة ديالى بعد المركز قضاء بعقوبة.

## أهم المناطق

### مدن
أهم المدن في القضاء:
1. ناحية أبي صيدا.
2. ناحية دلي عباس.
3. ناحية الوجيهية.

### قرى
1. قرية نهر الإمام
2. الهارونية

## الموقع
يقع قضاء المقدادية في شمال العراق. وبالتحديد في الشمال الشرقي من العراق.

## سبب التسمية
يعود سبب تسمية القضاء بهذا الاسم نسبة إلى الوالي الصوفي المقداد بن محمد الرفاعي المدفون في نفس القضاء.

## السكان
أغلب سكان القضاء هم من العرب. ويسكن القضاء من الأكراد حوالي 5%.ويسكن في القضاء حوالي 4%إلى 3%من التركمان.

## أعلامها
يزخر القضاء برموز دينية وفكرية كثيرة
•الوالي الصوفي المقداد بن محمد الرفاعي
•المؤرخ الدكتور عبد الرحمن علي الحجي المختص بالتاريخ الأندلسي.
•الشاعر محمد سعيد الصكار
•قارئ القرآن الحافظ مهدي العزاوي